# Portrait du Capitaine Thomas Coram
Le Portrait du capitaine Thomas Coram est un portrait datant de 1740 du philanthrope Thomas Coram peint par William Hogarth . Ce portrait, un des chefs-d’œuvre de Hogarth en matière de portrait, n'est pas le résultat d'une commande, mais d'un don à l' hôpital Foundling de Coram.
Le portrait est divisé en deux sections : Le côté gauche représente les entreprises maritimes de Coram, source majeure de sa richesse. Le côté droit montre un rideau tiré sur une figure maternelle, avec un enfant.
Le tableau fait maintenant partie de la collection du Foundling Museum de Londres.